# كلنا خالد سعيد
كلنا خالد سعيد صفحة على موقع التواصل الاجتماعي «فيس بوك» تم انشائها عام 2010 بواسطة الناشطان المصريان وائل غنيم وعبد الرحمن منصور بعد واقعة الشاب المصري خالد سعيد الذي تعرض للوفاة نتيجة التعذيب من قبل مخبري للشرطة بسبب تطبيق قانون الطوارئ طوال 30 عاما. انتقدت الصفحة واقعة التعذيب بشدة ونددت بها. تعتبر هذه الصفحة هي مهد ثورة 25 يناير في مصر، حيث ساهمت في حشد الرأي العام بعد نجاح ثورة الياسمين في تونس للقيام باحتجاجات سلمية من أجل الإصلاحات وإلغاء الطوارئ. ما لبث أن تحولت إلى شرارة لقيام ثورة 25 يناير.
في عام 2011 فازت الصفحة بجائزة البوبز عن فئة «أفضل حملة نشاط اجتماعي على الإنترنت» لعام 2011 التابعة للـ«دويتشه فيله» 
في فبراير 2014 نشرت مجلة «فورين بوليسي» الأمريكية تحليلًا للكاتبين الأمريكيين «شيلون هيملفارب، وسين آدي»، تحت عنوان «وسائل الإعلام التي تحرك الملايين» أخذ فيه المحللان الأمريكيان نموذج صفحة «كلنا خالد سعيد» ودورها في إسقاط نظام مبارك، للتأكيد على قدرة وسائل التواصل الاجتماعي على تعزيز الحراك السياسي وإشعال الثورات.

## تأسيس الصفحة
تأسست الصفحة في 10 يونيو 2010 وقام بتأسيسها الناشط المصري وائل غنيم تضامنا مع الشاب المصري خالد سعيد الذي توفي بعد تعرضه للضرب والتعذيب على أيدي مخبرين تابعين للشرطة بقسم سيدي جابر بمدينة الإسكندرية وذلك استغلال لقانون الطوارئ الذي فرضه مبارك طوال 30 عاما. وأثارت هذه الواقعة مشاعر الغضب والاستنكار عند الكثير من الشباب والمنظمات المدنية والحقوقية.

بعد إنشاء الصفحة تجاوزت حاجز الـ4000 عضو خلال أقل من ساعة واحدة (100 ألف خلال 3 أيام  و184000 في خلال 10 أيام) من نشر خبر مقتل خالد سعيد بسبب الضرب والتعذيب والذي كان دلالة على مدى الغضب الشعبي الذي تصاعد عبر موقع الفيسبوك احتجاجاً على قتل الشاب خالد محمد سعيد، ساهمت أيضا خبرة وائل غنيم في التسويق عبر الإنترنت في جلب الكثير من المؤيدين، حيث سلكت الصفحة مسلكا جعلتها صفحة شبابية تلقائية، أشار بعض الصحفيين أن سبب تميز الصفحة أنها لم تكن متنفس للغضب (وهو الدور الذي كانت تقوم به صحف المعارضة على مدار سنوات) أو مجرد نشر فضائح حكومية أو نشر الأخبار العادية، بل ركز منذ «البوست الأول» على أن يحدد للصفحة هدفا استراتيجيا واضحا وهو (إيقاف التعذيب عموما - إسقاط قانون الطوارئ - إيقاف استغلال المسئول لمنصبه - إيقاف التضليل الإعلامي). أيضا ساهم التفاعل الجيد مع الأعضاء إلى زيادة شعبيتها. 

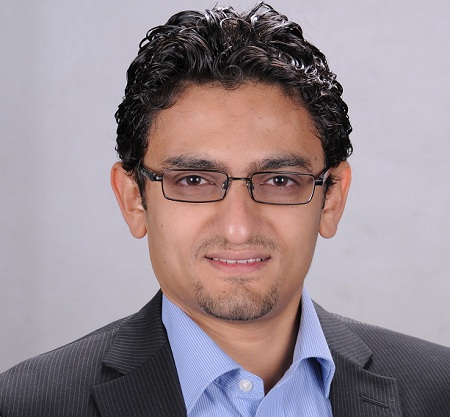
وائل غنيم مؤسس صفحة كلنا خالد سعيد

بعد 10 أيام من إنشاء الصفحة وصل العدد إلى 131 ألف متابع، فبدأ وائل غنيم يختار فريق الصفحة بعناية، فانضم للفريق، المدون «عبد الرحمن منصور»  (23 عاما آنذاك)، (من مدونى جيل 2005 - ومراسل للجزيرة توك ومؤسس مبادرة «ويكيليكس العربية» وأيضا انضم للفريق، الناشط المدون وقتها مصطفى النجار  (30 عاما آنذاك) طبيب الأسنان السياسي والمدون، والمنسق العام الثاني لحملة البرادعى لاحقا، كما انضمت معهم الناشطة الحقوقية «نادين وهاب»، مصرية أمريكية وأحد نشطاء الجمعية الوطنية للتغيير بواشنطن.
تعرضت الصفحة للكثير من المضايقات من قبل جهاز أمن الدولة المنحل وصلت إلى حد إغلاقها. مما اضطر ادمن الصفحة إلى استخدام صفحة بديلة حتى تمكن من إعادتها مرة أخرى في ديسمبر 2010.

## الصفحة وثورة 25 يناير
لعبت الصفحة دورا هاماً في الدعوى للتظاهر يوم 25 يناير والذي كان بداية الثورة المصرية. حيث عرض عبد الرحمن منصور في ديسمبر 2010 على وائل غنيم أن يتم تنظيم حدث يوم عيد الشرطة في الخامس والعشرين من يناير على غرار ما قامت به حركة 6 أبريل في عام 2009. ولكن بعد هروب الرئيس التونسي زين العابدين بن علي، قام وائل متأثرا بآراء أعضاء الصفحة التي وضعوها في تعليقاتهم بتغيير الحدث إلى ما أسماه: «ثورة على التعذيب والبطالة والفساد والظلم» وذلك في الرابع عشر من يناير 2011. وكانت هذه هي أول دعوة إلى ثورة 25 يناير. 

انتشرت الدعوة بين أعضاء الصفحة الذين تجاوزوا آنذاك أكثر من 350,000 عضو وتبنتها العديد من الحركات والمجموعات السياسية والحقوقية. تعاون وائل غنيم – بدون كشف هويته - مع النشطاء الموجودين في الشارع للإعلان عن أماكن المظاهرات.
وفي يوم 3 فبراير 2011 أعلنت شركة جوجل فرع الشرق الأوسط وشمال أفريقيا عن أن أحد موظفيها وهو وائل غنيم مفقود ولم يعثر عليه، وفتحت خط ساخن للإدلاء بأي اخبار عنه، وفي يوم 6 فبراير تم الإفراج عنه وتم الإفصاح لأول مرة عن مؤسس صفحة خالد سعيد

## ما بعد ثورة يناير

### فترة المجلس العسكري
بعد أن أصبحت الصفحة أيقونة للثورة المصرية اتخذت الآن دور هام في مجال التوعية السياسية والوطنية.
للصفحة العديد من المواقف والأنشطة السياسية على كافة المستويات. ففي مصر لعبت دورا في استكمال أهداف الثورة والتنديد بحوادث القتل والضرب مثل: أحداث مسرح البالون - ماسبيرو - محمد محمود - أحداث مجلس الوزراء - مذبحة بورسعيد، بالإضافة إلى انتقادها الإعلان الدستوري المكمل في يونيو 2012 من قبل المجلس العسكري والذي اعتبرته انقلاب على الثورة.
كما لعبت دورا أثناء انتخابات الرئاسة المصرية 2012 حينما اقترحت وثيقة فيرمونت علي المرشح الرئاسي محمد مرسي وقتها بحضور العديد من الرموز السياسية مما ساهم في دعم القوى الوطنية له ضد المرشح أحمد شفيق.

### فترة الرئيس مرسي
في فترة حكم الرئيس محمد مرسي قدمت الصفحة أيضا الكثير من الانتقادات على سلبيات الحكومة حيث نشرت بعض الوقائع مثل: حادثة اصطدام قطار بحافلة مدرسية التي نتج عنها مصرع 50 طفل - استخدام السياسة في أوراق الامتحانات وغيرها، كما انتقدت الصفحة سلبيات الرئيس محمد مرسي بسبب تشكيل لجنة إعداد الدستور في 2013 وكذلك الإعلان الدستوري في نوفمبر 2012 والذي أثار عاصفة من الجدل والخلاف السياسي داخل مصر.
تعرضت الصفحة إلى الكثير من الهجوم والتشويه من قبل رموز جماعة الإخوان المسلمين أداء الصفحة وإلى مدير الصفحة وائل غنيم، كانت المرة الأولى قبل الاستفتاء على دستور مصر 2012 والتي اعتبرته حشد المواطنين لفرض الدستور واتهمتها بالتحيز.
تعرضت أيضاً الصفحة لاحقاً للكثير من الانتقادات والهجوم باعتبار أنها كانت تتخذ دوراً معارضاً ضد الرئيس مرسي واتهمها البعض بأنها ساهمت في دعم حركة تمرد وتصعيد الأمور في ما قبل انقلاب 3 يوليو 2013 في مصر، وهو ما نفاه فيما بعد وائل غنيم في منشور عبر حسابه الشخصي في موقع «فيسبوك»، والذي كشف عن كواليس اتصاله بأحد مستشاري الرئيس الأسبق محمد مرسي، ومطالبته بإجراء استفتاء شعبي على بقائه، منوها في الوقت نفسه إلى أنه لم يوقع استمارة «حملة تمرد» للمطالبة بعزل مرسي كما لم يشارك في أحداث 30 يونيو.

## نشاطات أخرى

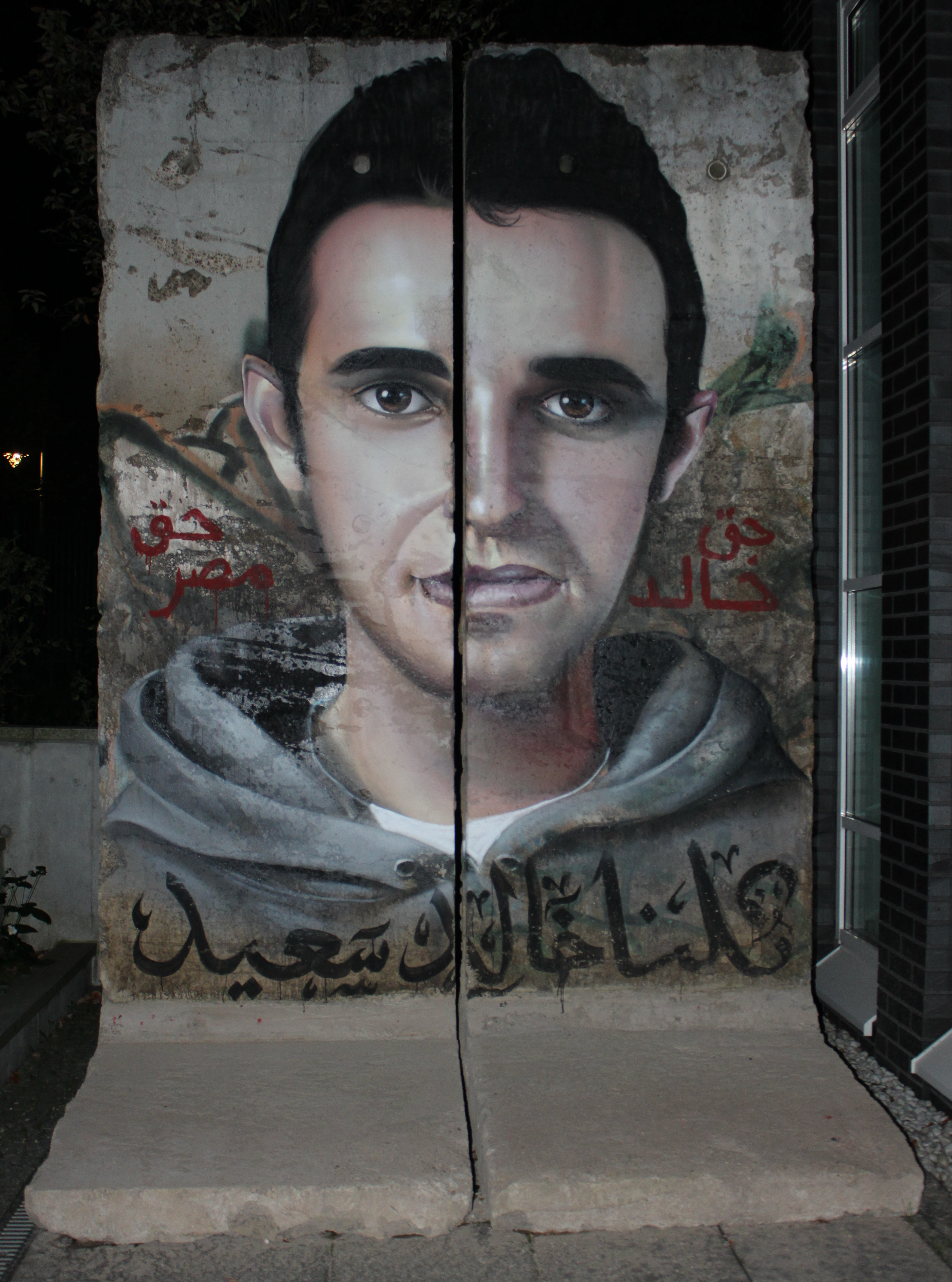
صورة لجدارية تحمل شعار" كلنا خالد سعيد" في برلين

علي الصعيد العربي ساهمت في دعم العديد من القضايا مثل: انتفاضة الأقصى الثالثة - دعم الثورة في ليبيا - دعم الثورة في سوريا والذي تسبب في هجوم شديد من مؤيدي بشار الأسد على ادمنز الصفحة.

## جوائز
فازت صفحة «كلنا خالد سعيد» بجائزة «أفضل حملة نشاط اجتماعي على الإنترنت» لعام 2011 في المسابقة السنوية السابعة لمؤسسة الـ«دويتشه فيله» 

## توقف نشاطها
توقفت الصفحة عن الكتابة والنشر منذ 3 يوليو 2013 بدون أسباب معروفة هذا الأمر جاء بالتزامن مع الاختفاء الغامض لمؤسسها وائل غنيم تماما. رجح الدكتور مصطفى النجار أحد المقربين له أن وائل غنيم اعتزل الكتابة تماما بعد الضغوط وحملات التشويه التي اختتمت برجوع حكم العسكر مرة أخرى. ولكن حتى هذه اللحظة لم يصدر أي بيان رسمي من الصفحة ولا يزال مصيرها مجهول.

## إحصائيات
تعتبر الصفحة من أكبر الصفحات المصرية على موقع التواصل الاجتماعي فيسبوك فقد تجاوز عدد المعجبين بهذه الصفحة 3,679,369، في عام 2011 وصل عدد معجبيها لمليون معجب لتكون أكبر صفحة على مستوى مصر، وفي إحصائيات عام 2013 حلت في المركز الثاني على مستوى مصر ، وفي المرتبة السادسة لأكبر الصفحات في منطقة الشرق الأوسط لعام 2013.
وهناك صفحة أخرى تابعة لها ناطقة باللغة الإنجليزية وهي صفحة " We Are All Khaled Said". وأيضا حساب تابع لها على موقع التواصل الاجتماعي تويتر.

## عودة كلنا خالد سعيد للنشر
في 15 يناير 2020 كتب وائل غنيم وهو أحد القائمين على الصفحة: «تحيا مصر»، تبعتها تدوينة أخرى كتب فيها: «النهاردة يوم 15.. يوم 25 يناير هو عيد الشرطة وعيد الثورة ويوم إجازة رسمية.. لو كل واحد فينا صالح خمسة بس من قرايبه وحبايبه اللي قاطعهم بسبب الثورة. والله ما حد هيعرف يقف قصادنا. تحيا مصر ويللا نبهر العالم».
وفي مقطع فيديو على الصفحة، قال وائل غنيم إنه يريد الحديث عن الثورة من وجهة نظره باعتبار أن صفحة «كلنا خالد سعيد» هو من قام بتأسيسها وكتب أغلب التدوينات فيها.

## وصلات خارجية
- الاشتراك الخاص بصفحة كلنا خالد سعيد على تويتر